# Riley Costello
Riley Costello es un personaje ficticio de la serie de televisión británica Hollyoaks, interpretado por el actor Rob Norbury del el 20 de julio de 2010, hasta el 3 de octubre de 2012.

## Biografía
En el 2012 Riley muere en el hospital luego de que recibiera un disparo de Simon Walker.